# 風光る剣 -八嶽党秘聞-
『風光る剣 -八嶽党秘聞-』（かぜひかるけん はちごくとうひぶん）は、1997年1月2日にNHK総合にて放送されたNHK正月時代劇。原作は藤沢周平の小説『闇の傀儡師』。DVD化されている。

## キャスト
- 鶴見源次郎：中井貴一
- お芳：高岡早紀
- 津留：鶴田真由
- 細田民之丞：渡辺徹
- ゆき：白島靖代
- 伊能甚内：葛山信吾
- 奈美：持田真樹
- 田沼主殿頭意次：津川雅彦
- 松平上総介定信：神田正輝
- 一橋民部卿治済：中村梅雀
- 津野弦斎：田村高廣
- 松崎佐五郎：黒沢年雄
- 八木典膳：羽賀研二
- 鶴見由之助：小野寺昭
- 白井半兵衛：小倉久寛
- 西村屋与八：坂上二郎
- 赤石道玄：江守徹
- ぬい：八千草薫
- 興津新五左衛門	：里見浩太朗
- 松平右近将監：丹波哲郎

## スタッフ
- 原作：藤沢周平『闇の傀儡師』
- 脚本：大野靖子
- 演出：大原誠
- 音楽：冨田勲
- 語り：石坂浩二